# Valle del Guadiato
Die Comarca Valle del Guadiato ist eine der 8 Comarcas in der Provinz Córdoba. Sie wurde, wie alle Comarcas in der Autonomen Gemeinschaft Andalusien, mit Wirkung zum 28. März 2003 eingerichtet.
Die sich von der Provinzhauptstadt nordwestwärts bis zur Grenze zur Extremadura ziehende Comarca umfasst 11 Gemeinden mit einer Fläche von 2.492,85 km².

## Lage
|                              | Comarca de Los Pedroches                    |                   |
| Provinz Badajoz              | Kompassrose, die auf Nachbargemeinden zeigt | Alto Guadalquivir |
| Valle Medio del Guadalquivir |                                             | Córdoba           |

## Gemeinden
| Gemeinde                   | Einwohner (2024) | Fläche km² | Dichte Einw./km² | Cod INE | Postleitzahl |
| -------------------------- | ---------------- | ---------- | ---------------- | ------- | ------------ |
| Belmez                     | 2.818            | 207,39     | 14               | 14009   | 14240        |
| Los Blázquez               | 635              | 102,75     | 6                | 14011   | 14208        |
| Espiel                     | 2.341            | 437,26     | 5                | 14026   | 14220        |
| Fuente Obejuna             | 4.346            | 591,44     | 7                | 14029   | 14290        |
| La Granjuela               | 414              | 56,15      | 7                | 14032   | 14207        |
| Obejo                      | 2.085            | 214,65     | 10               | 14047   | 14350        |
| Peñarroya-Pueblonuevo      | 10.289           | 64,88      | 159              | 14052   | 14200        |
| Valsequillo                | 362              | 121,82     | 3                | 14064   | 14206        |
| Villaharta                 | 634              | 11,96      | 53               | 14068   | 14210        |
| Villanueva del Rey         | 1.014            | 215,80     | 5                | 14071   | 14230        |
| Villaviciosa de Córdoba    | 3.064            | 468,75     | 7                | 14073   | 14300        |
| Comarca Valle del Guadiato | 28.002           | 2.492,85   | 11               | –       | –            |